# Сірано де Бержерак (п'єса)
«Сірано́ де Бержера́к»  (фр. Cyrano de Bergerac) — віршована героїчна комедія на 5 дій французького поета і драматурга Едмона Ростана, написана в 1897 році.

## Головні персонажі
- Сірано де Бержерак
- Крістіан де Невільєт
- Роксана
- Граф де Гіш
- Ле Бре
- Капітан Карбон де Кастель Жалю
- Рагно

## Сюжет
Прототипом головного героя п'єси став французький письменник-класик Сірано де Бержерак, автор фантастично-утопічної дилогії «Інший світ» («Держави й імперії Місяця» і «Держави й імперії Сонця»). Реальний Сірано, як і його літературний «двійник», служив в полку королівських гвардійців-гасконців, був відчайдушним дуелянтом і вільнодумцем.
За сюжетом п'єси, Сірано, різнобічно талановитий, але негарний (з неймовірно великим носом), таємно закоханий у свою кузену — красуню Роксану, але не наважується зізнатися їй у своїх почуттях. Дізнавшись про те, що Роксані сподобався його новий товариш по службі (привабливий, але не вміє красиво говорити) Крістіан де Невільєт, бувалий гвардієць переконує юнака прийняти дружню послугу.
Сірано пише від його імені поетичні листи Роксані, а одного разу, в сутінках, перебуваючи разом з Крістіаном біля будинку дівчини, навіть освідчується ніби від нього в коханні. Героїня ж, фактично закохується не стільки в красивого Крістіана, скільки в інтелект і красномовство Сірано.
Вона дізнається правду лише випадково, вже багато років потому. Після загибелі Крістіана на війні, Роксана живе в монастирі, дотримуючись трауру. Сірано відвідує її щосуботи, але одного разу запізнюється. Нарешті, він приходить, ледве дихаючи, смертельно поранений найманими вбивцями. Роксана, не знаючи про це, просить прочитати вголос передсмертний «лист Крістіана» і раптом розуміє, хто його справжній автор, бачачи, що Сірано читає напам'ять. Сірано помирає.

## Видання
Перша французька публікація - Париж, 1898 рік.
Широкий інтерес і високу оцінку отримали ілюстрації Ребекки Дотрмер для адаптованого видання п'єси Ростана.

## Переклад українською
Українською мовою п'єсу «Сірано де Бержерак» переклав Максим Рильський. Переклад вперше надруковано у виданні:
- Ростан Едмон. Сірано де Бержерак. Героїчна комедія на 5 дій. Пер. з французької М. Рильського. К., «Мистецтво», 1947.

## Екранізації
- Сірано де Бержерак (Франція, 1990). Режисер — Жан-Поль Раппно, в ролі Сірано — Жерар Депардьє, в ролі Роксани — Анн Броше.